# Georges Grignard
Auguste Georges Paul Grignard, född 25 juli 1905 i Villeneuve-Saint-Georges, död 7 december 1977 i Port-Marly, var en fransk rally- och racerförare.

## Rally- och racingkarriär
Grignard startade sin karriär som rallyförare på 1920-talet och körde bland annat Monte Carlo-rallyt 1928 och 1929. Fram till andra världskriget tävlade fransmannen i många rally- och sportvagnstävlingar i sitt hemland.
Grignard tävlade i Formel 1 mellan 1947 och 1953. Han körde bara ett lopp som ingick i världsmästerskapet, vilket var Spaniens Grand Prix 1951, som kördes på Circuito de Pedralbes. Fransmannen tvingades dock bryta med en överhettad motor. I övrigt körde han ett antal tävlingar utanför mästerskapet, bland annat Paris Grand Prix 1950, som han vann.
Han deltog även i Le Mans 24-timmars två gånger; 1949 och 1953. År 1949 tävlade han tillsammans med Robert Brunet i en Delahaye 135CS och vann 3001-5000 cm³-klassen, samt slutade på femte plats totalt av de 49 startande. 1953 tävlade han tillsammans med Guy Mairesse i en Talbot-Lago T26S, men de tvingades bryta med motorproblem efter 120 körda varv. År 1954 deltog hans team, men inte han själv, i loppet, men de blev diskvalificerade. År 1955 skulle han ha tävlat tillsammans med Louis Rosier i en Talbot Lago Sport, men de kraschade under träning och kom aldrig till start.